# Salmoral
Salmoral település Spanyolországban, Salamanca tartományban.  Lakosainak száma 112 fő (2024).

## Népesség
A település népessége az elmúlt években az alábbi módon változott:
| Lakosok száma | 304  | 249  | 237  | 241  | 190  | 155  | 138  | 127  | 116  | 112  |
|               | 2001 | 2004 | 2007 | 2009 | 2012 | 2014 | 2017 | 2019 | 2022 | 2024 |